# Дворский
Дворский — более древнее наименование дворецкого. Управляющий княжеским хозяйством, ведал также сбором налогов и исполнением судебных приговоров на Руси до начала XVI в.
Производное от слова двор, как дворецкий — от слова дворец. Некогда дворский был, по-видимому, одним из близких к князю дружинников; по крайней мере, Ипатьевский летописный свод ставит дворского (под 1171 и 1235 г.) то среди дружины, то около власти (епископа), отводя ему вообще видное положение. На принадлежность дворского к дружине указывает и известие о военном поручении галицкого князя Даниила Романовича своему дворскому в 1239 г. По первому и второму Судебникам дворский, староста и целовальники (лучшие люди) — обязательные свидетели осуществления правосудия посадниками и волостелями; по ст. 62 второго Судебника они даже обязаны прикладывать руки к судным делам. Давая льготы, князь освобождал население от соприкосновения с писцами и данщиками, с дворскими и старостами. Итак, дворский был не только управляющим хозяйственными делами князя на таком-то его дворе, но и своего рода княжеским чиновником, действующим при посредстве старост. Под непосредственным ведением дворского находится ряд лиц, носящих название «слуг под дворьским». Эти слуги — люди тяглые, так же как и черные люди; только тянут они не к сотнику, а к дворскому, платят не оброк, а отбывают натуральную повинность для потребностей княжеского хозяйства, за что и получают во временное и условное владение землю от князя; они лишены права свободного перехода из удела в удел под опасением потери полученных ими земель. Духовная грамота серпуховского князя Владимира Андреевича от 1410 г. в числе «слуг под дворьским» называет бортников, садовников, псарей, бобровников, барашей и делюев.